# San Vito Romano
San Vito Romano là một đô thị ở tỉnh Roma in the Italian region Lazio, có cự ly khoảng 40 km về phía đông của Roma. Tại thời điểm ngày 31 tháng 12 năm 2004, đô thị này có dân số 3.312 người và diện tích là 12,7 km².
San Vito Romano giáp các đô thị: Bellegra, Capranica Prenestina, Genazzano, Olevano Romano, Pisoniano.